# Любневице (гмина)
Любневице (пол. Lubniewice) — гмина (волость) в Польше, входит как административная единица в Суленцинский повет, Любушское воеводство. Население — 3032 человека (на 2004 год).

## Соседние гмины
1. Гмина Бледзев
2. Гмина Дещно
3. Гмина Кшешице
4. Гмина Суленцин